# ۶۰۷ (پیش از میلاد)
۶۰۷ (پیش از میلاد) ۶۰۷مین سال قبل از تقویم میلادی است.